# Aspidoras microgalaeus
Aspidoras microgalaeus es una especie de pez de la familia Callichthyidae en el orden de los Siluriformes.

## Morfología
• Los machos pueden llegar alcanzar los 3,3 cm de longitud total.

## Distribución geográfica
Se encuentran en Sudamérica: Brasil (Cuenca del río Xingu ).